# Hechizo

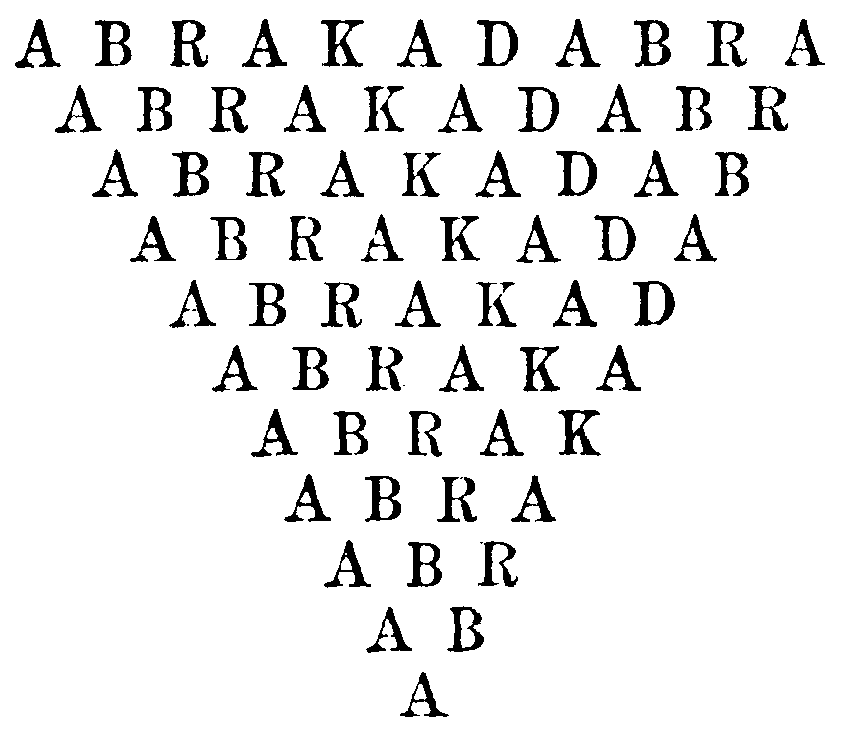
Fórmula mágica.

El hechizo es un acto mágico que pretende producir efectos sobre la realidad mediante procedimientos sobrenaturales, como el uso de conjuros. Es de carácter litúrgico o ritual. Cuando el objetivo del hechizo es adivinar el futuro se denomina sortilegio, y cuando busca someter la voluntad de otra persona u objeto o influir en ellos, encantamiento, maldición (si es con mala voluntad) o bendición (si es para protección). Es componente sustancial de muchas religiones paganas y también forma parte de algunas religiones monoteístas, mientras que otras como el cristianismo prohíben explícitamente su práctica.

## Hechizos históricos

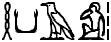
Antiguo hechizo egipcio en escritura jeroglífica.

El hechizo precede a las creencias mágicas del Neolítico, a veces de manera abierta y otras veces de forma clandestina. Era común en sociedades paganas, constituyéndose en actos oficiales de masas promovidos por las autoridades; una actividad que está bien documentada en numerosas fuentes históricas e incluso sobrevive aún en algunas zonas, como las de la religión vudú o chamánica originarias.
Debido a los numerosos registros escritos del antiguo Egipto que se conservan, existen ejemplos completos de hechizos de esta época. En particular, el proceso de embalsamiento y enterramiento, involucraba el uso de numerosos hechizos, que se conservan en el Libro de los Muertos.
Desde la Edad Media, el hechizo se ha sido comúnmente relacionado y perseguido bajo la acusación de idolatría y brujería, sobre todo en las naciones que tenían al Cristianismo por religión de Estado. Tal como los encantamientos de Merseburg, que aún se conservan, suelen relacionarse con prácticas paganas, si bien se han recopilado algunos relacionados directamente con rituales demoniacos en el marco de la Inquisición. A propósito de estos últimos, así aparece un ejemplo en el Malleus maleficarum:

Por lo cual, cuando una mujer hunde una ramita en el agua y salpica el agua por el aire para, hacer llover, aunque ella misma no cause la lluvia, y no pueda ser culpada de ello, sin embargo, como firmó un pacto con el demonio, gracias al cual puede hacer eso como bruja, aunque el demonio es quien provoca la lluvia, ella merece cargar con la culpa, porque es una infiel y efectúa la labor del demonio, y se entrega a sus servicios.

Tales actos se han tomado desde entonces como relativos al engaño, en primera instancia por parte del diablo y sus séquitos. Con esto en mente, se ha adjudicado mayoritariamente a las mujeres de ser susceptibles a ser engañadas y engañar a otras y otros, bajo el argumento de que son menos inteligentes, más ingenuas, más emocionales, vengativas y tentadoras.
Ya en siglo XX y respecto al ámbito anterior, distintos colectivos feministas han usado los símbolos y prácticas relacionadas con la brujería para reivindicar la posición de aquellas mujeres que han sido acusadas, entre otras cosas, de brujas. Así aparece una resignificación política de los hechizos por parte del colectivo W.I.T.C.H. en su Hechizo contra la esclavitud (1968):

ABAJO LAS CADENAS
LAS CADENAS SOBRE LOS CEREBROS
CONSTREÑIDOS POR
REIVINDICACIONES DE BELLEZA

HECHIZO A LOS JUEGOS DE EGO
DE LOS AMOS
LÍBRANOS DEL
PAQUETE DE SUBASTAS

lleva esta fianza
plancha esta camisa
no lo llames
él te llamará a ti
cierra la boca
no pienses
sonríe para él
él siempre tiene razón

HECHIZA ESE JUEGO
APRENDE A LUCHAR.

Hoy en día, además de sus connotaciones políticas, su práctica se considera jurídicamente bajo el amparo de la libertad de creencias protegida como derecho fundamental por la mayor parte de legislaciones democráticas, si bien ello no impide que se persigan aquellas estafas cometidas por supuestos "brujos" o "brujas" basándose en la credulidad o deseo de creer de muchas personas.

## Elementos
Típicamente, el hechizo consiste en una representación simbólica del efecto que se pretende conseguir bajo la invocación de una deidad. En sus orígenes y en algunos casos de la cultura popular, es un acto instantáneo sin una forma común. Tanto es así que supuestamente puede ejecutarse incluso de manera involuntaria, como ciertas formas de mal de ojo.

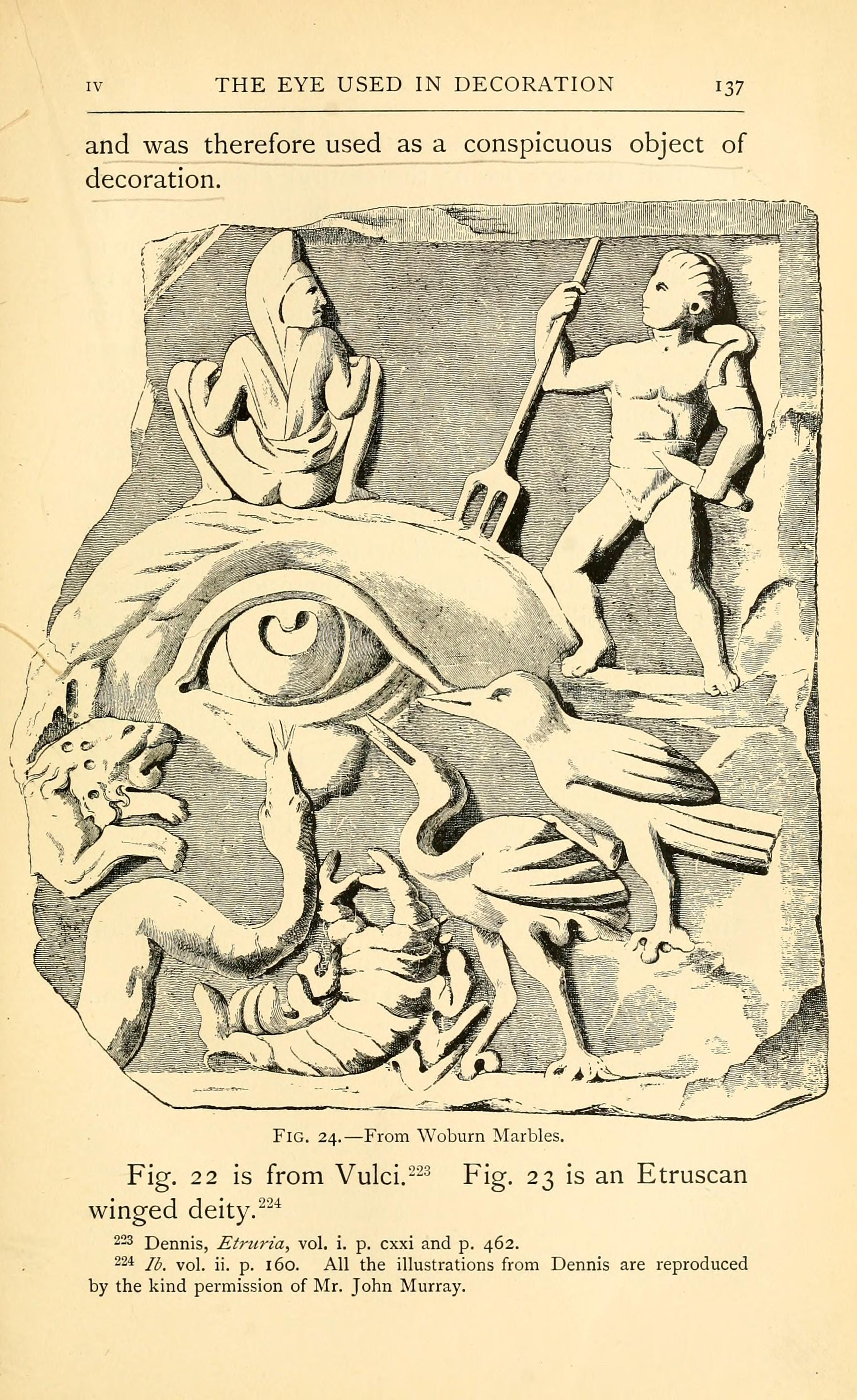
Representación del mal de ojo hecha por Frederick Thomas Elworthy (en inglés).

No obstante, en las creencias paganas desarrolladas adquirió y mantiene una estructura general que consta de seis partes:
- La preparación, durante la cual se disponen los lugares y materiales necesarios, y las personas que van a tomar parte en el mismo pueden realizar diversas actividades previas como el ayuno, la oración, etc. Es importante estar en un estado apropiado de cuerpo y mente antes de realizar un hechizo. Prácticas comunes son bañarse, vestirse adecuadamente, y tomar algún tiempo para meditar o respirar profundamente. También se puede ungir a uno mismo con un aceite apropiado.[6]
- La apertura, que inicia el acto litúrgico o ritual creando un "entorno mágico" apropiado y solemne, produciendo simultáneamente un efecto de comunión entre las personas participantes.
- La invocación, en la cual se suplica o exige la cooperación de las fuerzas sobrenaturales que habrán de llevar a la realidad el hechizo.
- La ejecución, donde se realizan los actos mágicos ritualizados que constituyen el núcleo del hechizo y que pretenden modificar el curso de la realidad bajo la advocación de las entidades sobrenaturales invocadas.
- El sacrificio, en el que se ofrece a estas fuerzas sobrenaturales una ofrenda que puede ser simbólica o tangible para ganar su favor.
- El cierre, que da solemnidad a la clausura del acto y disuelve el "entorno mágico" creado durante la apertura.

Puede observarse con facilidad el paralelismo existente entre esta estructura y la liturgia de las religiones monoteístas más modernas, que probablemente se deriven de la misma. Un ejemplo claro sería la misa cristiana. El hechizo se hallaría, pues, en los orígenes de la liturgia sagrada de numerosas creencias contemporáneas.
Cuando el objetivo del hechizo y los medios empleados son considerados inmorales, ilegales o perniciosos por la sociedad donde se realiza, se le denomina de magia negra. Si por el contrario la sociedad considera inocuos sus objetivos y medios, es calificado como de magia blanca. En la actualidad, numerosas religiones neopaganas como la Wicca han recuperado la utilización de los hechizos y los reivindican. A nivel popular, mucha gente los practica en privado aunque pertenezca nominalmente a religiones que los aborrecen, normalmente siguiendo las instrucciones de libros esotéricos o medios similares. También se realizan en consultas privadas, por lo común a cambio de un precio. Los objetivos que se pretenden alcanzar suelen englobarse en la popular trilogía salud, dinero y amor, como los amarres de amor, aunque también son relativamente frecuentes los de venganza u odio.
Con toda probabilidad, el concepto de hechizo surge por la necesidad de asociación causa -> efecto propia de la mente humana milenios antes de que apareciera el método científico. Que al arrojar semillas surgiera una planta o al practicar el coito con una mujer naciera un bebé debió ser interpretado sin duda como un suceso sobrenatural durante miles de años. En ausencia del método científico, se establece una relación directa acto menor -> suceso mayor aparentemente mágico, que se va envolviendo en una liturgia hasta que pierde su sentido originario y, por asociación, surgen relaciones nuevas de carácter supersticioso que conforman nuevos hechizos.

## Hechizos en la literatura
Básicamente, la magia en la literatura puede dividirse en tres clases: magia "de varita", hechicería "de escuela" y hechicería en la naturaleza.
La magia de varita, tal como su nombre indica, requiere de una varita mágica para ser llevada a cabo. Este tipo de magia siempre se acompaña de unas palabras mágicas (conjuros) y de unos movimientos predeterminados con la varita. Un ejemplo sería Harry Potter. En el cuento árabe anónimo Ali Babá y los cuarenta ladrones, incluido en Las mil y una noches: ¡ábrete Sésamo! y ¡ciérrate Sésamo! eran los conjuros o contraseñas utilizados para abrir y cerrar el portón de la caverna del tesoro.
La hechicería de escuela se basa en la manipulación de la magia mediante una serie de fórmulas, generalmente en un idioma arcano o simplemente especial, para conseguir unos efectos, por ejemplo, crear fuego, manipularlo, etc. Pero no siempre tiene que ver con los elementos, también puede producir efectos sobre las personas, convocar seres de otros mundos, teletransportarse, sanación, protección...
Un ejemplo de este arte sería la usada en Memorias de Idhún, otra novela muy famosa, que es manipulada por el idhunaico arcano, o en la saga Dragonlance.
La hechicería en la naturaleza es un encauzamiento de las fuerzas naturales para conseguir los efectos deseados, tal como sucede en los hechizos de amor. Los practicantes de esta clase de magia no necesitan manejar ningún idioma especial para usarla, aunque si suelen conocer profundamente la naturaleza para saber como aplicar mejor la energía, con menor trabajo y mejores efectos. La fuerza necesaria para este tipo de hechizos puede provenir de muy distintas fuentes.
Una ilustración de este tipo de magia puede hallarse en la serie Crónicas de Belgarath, en la que los hechiceros manipulan la magia mediante la Voluntad, expresada por la Palabra, y en la que el aprendizaje de magia consiste, en su mayor parte, en el estudio de la naturaleza, así como en la trilogía de L. J. Smith, El Círculo Secreto (The Secret Circle), donde un aquelarre de jóvenes brujos y brujas usan elementos naturales tales como plantas y cristales para llevar a cabo conjuro y rituales. También en Embrujadas, las tres hermanas que tienen poderes mágicos.